# 1909–1910-es magyar labdarúgó-bajnokság (első osztály)
 A 9. hivatalos bajnokság. Az 1909–1910-es magyar labdarúgó-bajnokság első osztályában ősszel még az MTK vezette a tabellát, tavasszal az FTC felzárkózott, a május 8-ai rangadón 2:0-ra győzött az MTK ellen, ezzel meg is nyerte a bajnokságot. A mérkőzést 14 300 fizető néző nézte meg, ami rekord volt ebben az időben, és jelezte a labdarúgás növekvő népszerűségét. Az éppen feljutott Nemzeti SC jó játékkal a harmadik helyet szerezte meg, de a bajnokság végén legjobb játékosai átigazoltak a nagyobb csapatokhoz. Más csapatoknál is nagy volt a játékosmozgás, Weisz Antalt a Terézvárosi TC (volt Fővárosi TC) még profizmussal is megvádolták amikor az MTK-ba kérte át magát. Az MLSZ fegyelmi bizottságának főtitkára, Opreé Rezső vette védelmébe, szerinte valamennyi játékos vagy állást vagy pénzt kapott csapatától, ezen az alapon mindnyájan profik.
Kieső nem volt, a bajnokság létszámát kilencről tízre emelték, a 33 FC jutott fel.
Először rendezték meg a Magyar Kupát. Első kupagyőztes az MTK lett, 3:1, 1:1 arányban nyert a BTC ellen.

## A végeredmény
| # | Csapat          | J  | Gy | D | V  | Rg | Kg | Gk  | P  | Megjegyzés |
| - | --------------- | -- | -- | - | -- | -- | -- | --- | -- | ---------- |
| 1 | FTC             | 16 | 13 | 1 | 2  | 52 | 17 | +35 | 27 | Bajnok     |
| 2 | MTK             | 16 | 11 | 3 | 2  | 42 | 24 | +18 | 25 |            |
| 3 | Nemzeti SC      | 16 | 9  | - | 7  | 33 | 30 | +3  | 18 |            |
| 4 | BAK             | 16 | 8  | - | 8  | 23 | 28 | -5  | 16 |            |
| 5 | Budapesti TC    | 16 | 6  | 2 | 8  | 32 | 34 | -2  | 14 |            |
| 6 | Terézvárosi TC  | 16 | 6  | 2 | 8  | 22 | 30 | -8  | 14 |            |
| 7 | Újpesti TE      | 16 | 6  | 1 | 9  | 27 | 33 | -6  | 13 |            |
| 8 | Bp. Törekvés SE | 16 | 4  | 2 | 10 | 19 | 31 | -12 | 10 |            |
| 9 | MAC             | 16 | 3  | 1 | 12 | 12 | 26 | -14 | 7  |            |

## Kereszttáblázat
|                 | FTC | MTK | NSC | BAK | BTC | TTC | ÚTE | Törekvés | MAC |
| --------------- | --- | --- | --- | --- | --- | --- | --- | -------- | --- |
| Ferencvárosi TC | XXX | 3-3 | 0-1 | 3-0 | 4-2 | 6-0 | 6-2 | 1-2      | 4-0 |
| MTK             | 0-2 | XXX | 4-2 | 2-0 | 2-1 | 4-1 | 3-1 | 1-1      | 5-2 |
| Nemzeti SC      | 0-2 | 2-3 | XXX | 2-1 | 0-4 | 1-0 | 3-0 | 3-2      | 4-2 |
| BAK             | 1-5 | 0-2 | 4-1 | XXX | 2-1 | 1-2 | 1-0 | 2-1      | 1-3 |
| Budapesti TC    | 3-5 | 2-4 | 3-1 | 0-1 | XXX | 0-0 | 2-1 | 2-1      | 2-1 |
| Terézvárosi TC  | 1-2 | 0-2 | 2-1 | 3-2 | 3-3 | XXX | 0-2 | 2-1      | 1-2 |
| Újpesti TE      | 1-3 | 2-0 | 0-1 | 2-3 | 5-1 | 0-4 | XXX | 2-0      | 3-3 |
| Bp. Törekvés SE | 0-4 | 3-3 | 1-3 | 0-1 | 2-1 | 2-1 | 1-3 | XXX      | 1-0 |
| MAC             | 1-2 | 2-4 | 2-8 | 1-3 | 2-5 | 1-2 | 2-3 | 2-1      | XXX |

A bajnok Ferencvárosi Torna Club játékosai: Fritz Alajos (15) - Rumbold Gyula (13), Manglitz Ferenc (12) - Weinber János (15), Bródy Sándor (15), Gorszky Tivadar (16) - Kucsera István (12), Weisz Ferenc (15), Koródy I Károly (15), Schlosser Imre (16), Szeitler Károly (17). Játszott még: Rónay Zoltán (7), Pápai Ernő (5), Gerstl Ede (4), Borbás Gáspár dr. (1), Dobronyi Béla k.(1), Halász Géza (1), Medgyessy Jenő (1), Payer Imre (1).
A 2. helyezett Magyar Testgyakorlók Köre játékosai: Bíró Gyula, Domonkos László, Ellinger Leó, Farkas István, Kádor "Zulu" Lipót, Károly Jenő, Kertész I Gyula, Kertész II Vilmos, Knapp Miksa (k), Kürschner Izidor, Nagy Ferenc, Rácz Béla, Révész Béla, Sebestyén Béla, Szántó Károly, Taussig Imre, Vida II Lajos, Weisz Gyula.
A 3. helyezett Nemzeti Sport Club játékosai: Béky János, Bodnár Sándor, Burián Géza, Faragó Béla, Feldmann Gyula, Gerő Ferenc, Herschkovits László, Hlavay György, Kanyaurek István, Lessingleiter József, Menich Jakab, Palócz Mátyás, Reich Ede, Rometh József, Skrabák István, Stobbe II Ernő, Tanyay Zoltán, Tóth Potya István.
A 4. helyezett Budapesti Athletikai Klub játékosai: Abaffy Gyula, Gállos Sándor, Gerő Jenő, Glatter Gusztáv, Grósz I József, Grósz II Ferenc, Grünwald Miksa, Halász Géza, Konrád, Ligeti Ede, Ligeti Ferenc, Linich Rezső, Müller József, Neuwelt Emil, Rudas Ernő, Szalay Lajos, Varga János, Weisz Aladár.
Az 5. helyezett Budapesti Torna Club játékosai: Bihari Ferenc, Dobó Gyula, Ficzere I Ferenc, Ficzere II Péter, Horváth József, Késmárky Ákos, Kucsera "Kurucz" István, Leitner János, Levák István, Mészáros Árpád, Oláh Károly, Rákóczi Jenő, Rónai Kálmán, Sárközy Sándor dr., Schaschek Ödön, Simon Ferenc, Szendrő Oszkár.
A 6. helyezett Terézvárosi Torna Club játékosai: Battlik János, Beimel Miksa, Bodnár József, Buday Jenő, Farkas Ferenc, Fekete Miklós, Gyárfás Sándor, Gorupp Ferenc, Jergencz Ignácz, Lőwy Márton, Maly Antal, Nagy József, Roóz I Ernő, Roóz II Oszkár, Schönfeld Aladár, Stark József, Szentey Sándor, Vágó Antal, Weisz Zoltán, Zádor Elek.
A 7. helyezett Újpesti Torna Egylet csapata: Bucsek Pál, Fandl Géza, Goldstein Ármin, Kardos I Ferenc, Kazár Tibor, Klein Jenő, Kovács Aladár, Kuschner János, Lipner, Ludwig Antal, Mathesz Antal, Molnár I Ferenc, Molnár II Imre, Molnár III Ödön, Petz Béla, Rossmann József, Surnik, Béla, Szidon Vilmos, Vanicsek József, Vermes Imre.
A 8. helyezett Törekvés Sport Egylet játékosai: Csonka Kálmán, Dürr Antal k., Fischer Izidor, Hauswald Károly, Kauffmann Aladár, Kocsis Pál, Nyilas István, Osztl Lajos, Pejtsik Imre, Szedlyák István, Szednicsek János, Takács Dániel, Uitz András.
A 9. helyezett Magyar Athletikai Club csapata: Abaffy Gyula, Boronkay, Fodor Rezső, Hildebrand Elemér, Katona, Kelemen I Béla, Krempels Béla, Krempels József, Major Kálmán, Medgyessy Iván, Oldal Mihály, Ónody Zsigmond, Pogács, Sipos Ernő, Sipos Imre, Vangel Gyula dr.

## Dijak
| Bajnok 1909/10   |
| FTC 5. Bajnokság |

| Az év játékosa           | Gólkirály                   |
| Károly Jenő Budapesti AK | Schlosser Imre FTC (18 gól) |

## Kerületi bajnokságok
Vidéki kerületi bajnokságok,
- Észak:

1. Kassai AC, 2. Kassai Munkás TE, 3. Sátoraljaújhelyi AC, 4. Mateóci SE, 5. Eperjesi TVE.
- Dél:

1. Aradi AC, 2. Bácska Szabadkai AC, 3. Szegedi AK, 4. Aradi Postás SE.
- Nyugat:

1. Győri ETO, 2. Soproni Venus FC, 3. Pozsony-Újvárosi LE, 4. Pozsony-Terézvárosi FC, 5. Soproni FAC.
- Kelet:

1. Kolozsvári KASK, 2. Kolozsvári Vasutas SC, 3. Piski Vasutas SC.
- Dunántúl:

1. Kaposvári AVC, 2. Székesfehérvári TC, 3. Fiumei AC.
- Közép (Pestvidék):

1. Erzsébetfalvi TC, 2. Kispesti AC, 3. Monori SE.
Negyeddöntők: Aradi AC - Kolozsvári KASK 2:0, Győri ETO - Kaposvári AVC (a Kaposvár visszalépett), Kassai AC (kiemelt), Erzsébetfalvi TC (kiemelt).
Elődöntők: Kassai AC - Erzsébetfalvi TC 3:1, Győri ETO - Aradi AC 2:0.
Vidéki bajnoki döntő: Győri ETO - Kassai AC 1:0. A vidék legjobbja, a Győri ETO nem állt ki az országos bajnoki döntőre, viszont meghívta Győrbe, egy barátságos mérkőzésre a fővárosi bajnokot. Az eredmény 5:1 lett a Ferencváros javára.